# İlbank Gençlik ve Spor Kulübü 2017-2018
Questa voce raccoglie le informazioni riguardanti l'İlbank Gençlik ve Spor Kulübü nelle competizioni ufficiali della stagione 2017-2018.

## Organigramma societario
Area direttiva
- Presidente: Mehmet Bahaettin Kaptan

Area tecnica
- Allenatore: Mehmet Duygun
- Allenatore in seconda: Pınar Serbes
- Allenatore: Barış Topçu
- Scoutman: Barış Topçu

## Rosa
| N° | Nome              | Ruolo | Data di nascita  | Nazionalità sportiva |
| -- | ----------------- | ----- | ---------------- | -------------------- |
| 1  | Aleyna Sevim      | L     | 1º novembre 1997 | Turchia              |
| 2  | Yanelis Santos    | O     | 30 marzo 1986    | Cuba                 |
| 3  | Eylül Karadaş     | P     | 3 settembre 2001 | Turchia              |
| 4  | Pınar Özsu        | C     | 14 maggio 1999   | Turchia              |
| 5  | Tuğçe Öcal        | S     | 28 maggio 2000   | Turchia              |
| 7  | Mariana Diaconiţa | S     | 19 agosto 1986   | Turchia              |
| 8  | Buse Ünal         | P     | 29 luglio 1997   | Turchia              |
| 9  | Melda Güler       | S     | 11 novembre 2000 | Turchia              |
| 10 | Ceren Karagöl     | C     | 11 marzo 1997    | Turchia              |
| 11 | Ece Morova        | P     | 27 gennaio 1998  | Turchia              |
| 12 | Ceren Cihan       | L     | 3 febbraio 1991  | Turchia              |
| 12 | Yağmur Karaoğlu   | O     | 21 agosto 2001   | Turchia              |
| 14 | Ceren Çağlar      | C     | 29 novembre 1992 | Turchia              |
| 15 | Zeynep Oturan     | S     | 22 maggio 1997   | Turchia              |
| 16 | Yaprak Erkek      | S     | 2 settembre 2001 | Turchia              |
| 17 | Selen Ursavaş     | L     | 15 aprile 2000   | Turchia              |
| 18 | Gökçen Denkel     | C     | 2 agosto 1985    | Turchia              |
| 20 | İlayda İşçimen    | S     | 15 febbraio 2000 | Turchia              |

## Statistiche

### Statistiche di squadra
| Competizione     | Punti | In casa | In casa | In casa | In trasferta | In trasferta | In trasferta | Totale | Totale | Totale |
| Competizione     | Punti | G       | V       | P       | G            | V            | P            | G      | V      | P      |
| ---------------- | ----- | ------- | ------- | ------- | ------------ | ------------ | ------------ | ------ | ------ | ------ |
| Sultanlar Ligi   | 4,31  | 11      | 0       | 11      | 11           | 0            | 11           | 28     | 0      | 28     |
| Coppa di Turchia | -     | 1       | 0       | 1       | 1            | 0            | 1            | 2      | 0      | 2      |
| Totale           | -     | 12      | 0       | 12      | 12           | 0            | 12           | 30     | 0      | 30     |

G = partite giocate; V = partite vinte; P = partite perse

### Statistiche dei giocatori
| Giocatore    | Campionato | Campionato | Campionato | Campionato | Campionato | Coppa di Turchia | Coppa di Turchia | Coppa di Turchia | Coppa di Turchia | Coppa di Turchia | Totale | Totale | Totale | Totale | Totale |
| Giocatore    | P          | PT         | AV         | MV         | BV         | P                | PT               | AV               | MV               | BV               | P      | PT     | AV     | MV     | BV     |
| ------------ | ---------- | ---------- | ---------- | ---------- | ---------- | ---------------- | ---------------- | ---------------- | ---------------- | ---------------- | ------ | ------ | ------ | ------ | ------ |
| C. Çağlar    | 12         | 75         | 52         | 13         | 10         | 2                | 17               | 14               | 3                | 0                | 14     | 92     | 66     | 16     | 10     |
| C. Cihan     | 11         | 0          | 0          | 0          | 0          | 2                | 0                | 0                | 0                | 0                | 13     | 0      | 0      | 0      | 0      |
| G. Denkel    | 25         | 100        | 64         | 25         | 11         | 1                | 5                | 3                | 2                | 0                | 26     | 105    | 67     | 27     | 11     |
| M. Diaconiţa | 13         | 99         | 82         | 9          | 8          | 2                | 26               | 22               | 2                | 2                | 15     | 125    | 104    | 11     | 10     |
| Y. Erkek     | 24         | 151        | 126        | 11         | 14         | 2                | 19               | 15               | 1                | 3                | 26     | 170    | 141    | 12     | 17     |
| M. Güler     | 11         | 12         | 10         | 0          | 2          | -                | -                | -                | -                | -                | 11     | 12     | 10     | 0      | 2      |
| İ. İşçimen   | 26         | 39         | 27         | 4          | 8          | -                | -                | -                | -                | -                | 26     | 39     | 27     | 4      | 8      |
| E. Karadaş   | 22         | 31         | 18         | 5          | 8          | 2                | 3                | 2                | 1                | 0                | 24     | 34     | 20     | 6      | 8      |
| C. Karagöl   | 24         | 102        | 66         | 22         | 14         | 2                | 6                | 3                | 2                | 1                | 26     | 108    | 69     | 24     | 15     |
| Y. Karaoğlu  | 10         | 31         | 25         | 5          | 1          | -                | -                | -                | -                | -                | 10     | 31     | 25     | 5      | 1      |
| E. Morova    | 16         | 14         | 7          | 1          | 6          | 0                | 0                | 0                | 0                | 0                | 16     | 14     | 7      | 1      | 6      |
| T. Öcal      | 17         | 68         | 57         | 3          | 8          | 1                | 1                | 1                | 0                | 0                | 18     | 69     | 58     | 3      | 8      |
| Z. Oturan    | 22         | 33         | 23         | 5          | 5          | 2                | 2                | 2                | 0                | 0                | 24     | 35     | 25     | 5      | 5      |
| P. Özsu      | 16         | 25         | 18         | 4          | 3          | -                | -                | -                | -                | -                | 16     | 25     | 18     | 4      | 3      |
| Y. Santos    | 25         | 333        | 298        | 20         | 15         | 2                | 18               | 15               | 3                | 0                | 27     | 351    | 313    | 23     | 15     |
| A. Sevim     | 20         | 0          | 0          | 0          | 0          | 1                | 0                | 0                | 0                | 0                | 21     | 0      | 0      | 0      | 0      |
| B. Ünal      | 12         | 32         | 14         | 10         | 8          | 2                | 3                | 2                | 1                | 0                | 14     | 35     | 16     | 11     | 8      |
| S. Ursavaş   | 23         | 0          | 0          | 0          | 0          | 2                | 0                | 0                | 0                | 0                | 25     | 0      | 0      | 0      | 0      |

P = presenze; PT = punti totali; AV = attacchi vincenti; MV = muri vincenti; BV = battute vincenti